# Juan Ginés de Sepúlveda

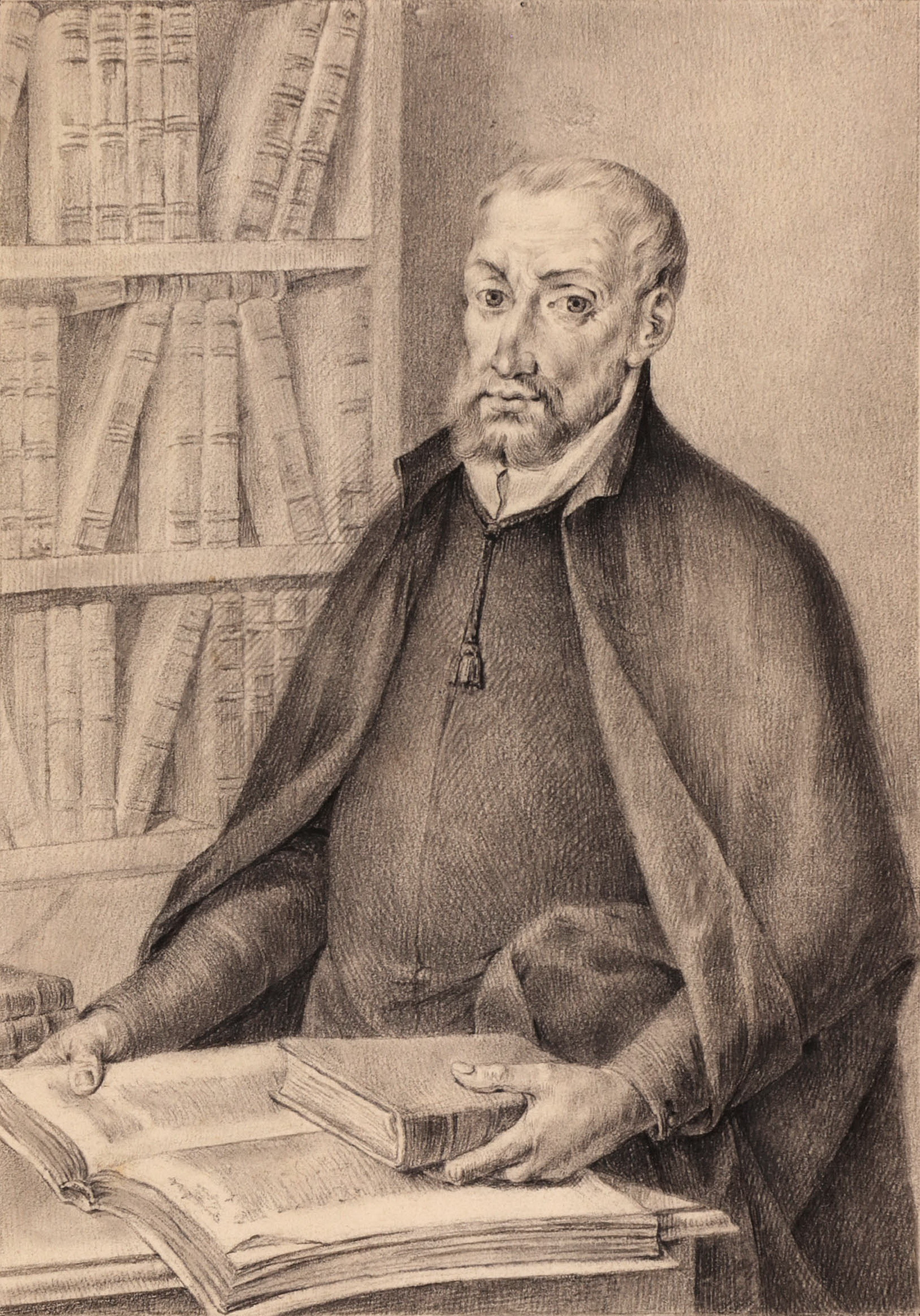
Juan Ginés de Sepúlveda

Juan Ginés de Sepúlveda (Pozoblanco, 1490 - Pozoblanco, 1573) was een Spaanse priester en de officiële historicus van de Spaanse Kroon.

## Biografische schets
In 1510 werd hij toegelaten tot de Universiteit van Alcalá, waar hij natuurkunde studeerde onder leiding van Sancho Carranza de Miranda en in 1513 afstudeerde.  In 1511 tot priester gewijd studeerde hij van 1513 tot 1525 aan de universiteit van San Antonio de Sigüenza.
In 1515 trad hij toe tot orde der Dominicanen en op 27 september maakte hij zijn entree in het College van San Clemente in Bologna, een van de belangrijkste academische instellingen. Hier studeerde hij tussen 1515 en 1523 theologie. Zijn mentor in deze jaren was Pietro Pomponazzi, bij wie hij de filosofie van Aristoteles begon te bestuderen. Onder de indruk van zijn werk stelde Guilio de' Medici (de latere paus Clemens VII) hem voor om de werken van Aristoteles in het Latijn te vertalen. Sepúlveda schiep vervolgens relaties en vriendschappen met mensen zoals kardinaal Ercole Gonzaga, Gaetano dei Conti di Tiene en Alberto Pio, de prins van Carpi. Op 23 juni 1523 verliet hij Bologna en verbleef de daarop volgende 3 jaar afwisselend in Rome en Milaan, waar hij samenwerkte met Marco Musuro. Na de plundering van Rome in 1527 zocht Sepúlveda zijn toevlucht in Napels en Gaeta. Hij werd medewerker van kardinaal Francis Quiñones en fungeerde als intermediair tussen de Italianen en Karel V, die in 1530 in Bologna door paus Clemens VII tot keizer werd gekroond. 
In 1534 kreeg Sepúlveda de opdracht van de paus om een ethische vertaling van de werken van Aristoteles te vervaardigen. Na de dood van paus Clemens VII in 1537 verliet Sepúlveda Rome en werd kapelaan en kroniekschrijver van Karel V. Sepúlveda overleed in 1573 in zijn geboorteplaats Pozoblanco.

### Dispuut van Valladolid
Sepúlveda is de historie ingegaan als deelnemer aan een van de belangrijkste debatten in de geschiedenis, tenminste voor wat betreft de Spaanse kolonies in Centraal- en Zuid-Amerika, namelijk het Dispuut van Valladolid in 1550. Bartolomé de las Casas, eveneens een priester van de orde der Dominicanen, betoogde hier dat de oorspronkelijke bewoners van deze kolonies behandeld dienden te worden zoals andere loyale kolonisten; Sepúlveda was echter de mening toegedaan dat zij van nature slaven waren en geweld geboden was om hen vatbaar voor bekering te maken. ("Natuurlijke slaven" was een concept van Aristoteles.)
Drie jaar eerder, in 1547, verdedigde Sepúlveda de Spaanse veroveringen door de veroordeling van de indianen als wilden die als slaven ten dienste van de Spaanse conquistadores stonden. In "De Tweede Democraten" stelde hij onder meer: "De man heerst over de vrouw, de volwassene over het kind, de vader over zijn kinderen. Dat wil zeggen, de sterkste en meest perfecte heerst over de zwakste en meest imperfecte. Deze zelfde relatie bestaat onder de mensen, sommigen zijn natuurlijke meesters en anderen natuurlijke slaven".

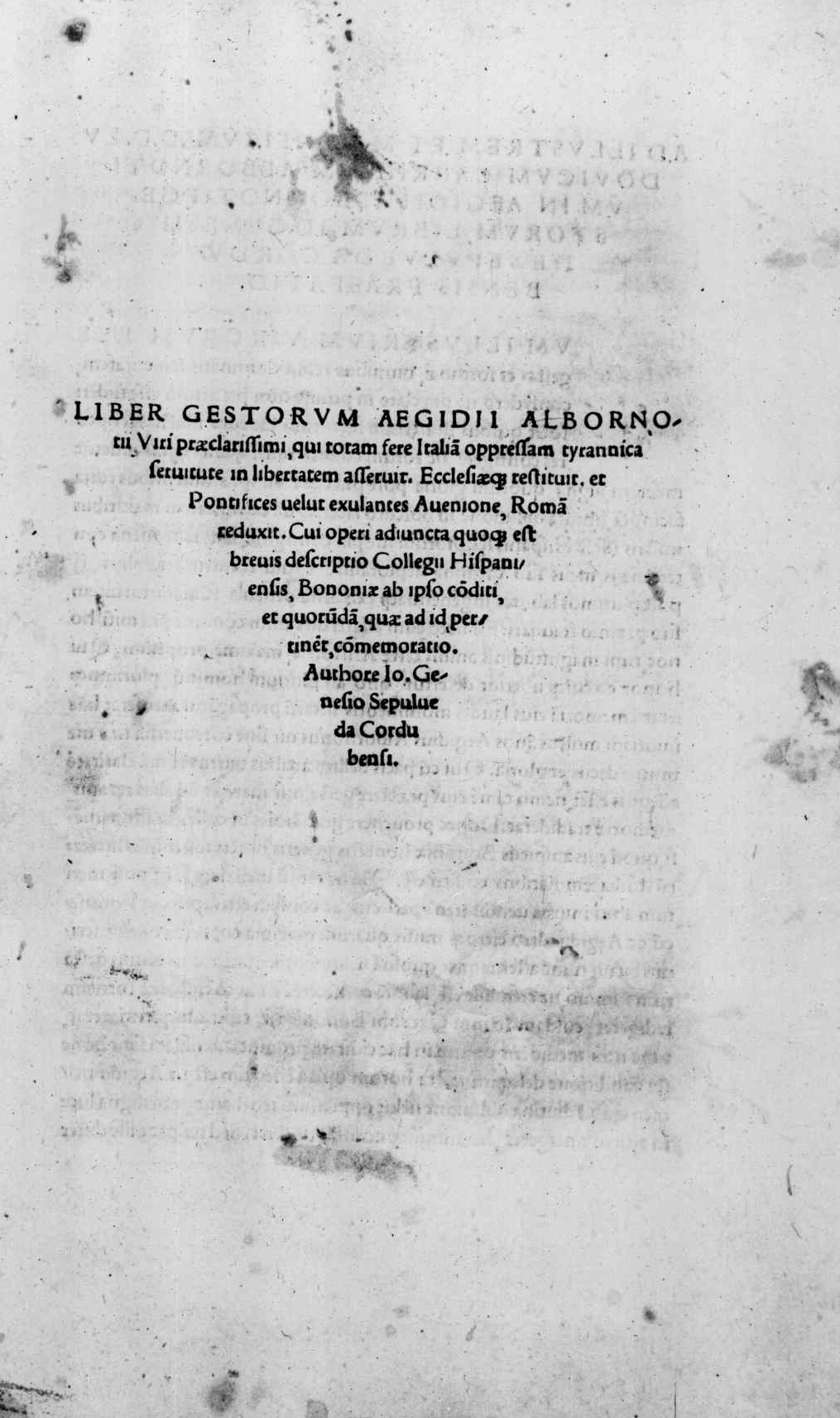
Liber gestorum Aegidii Albornotii, 1521
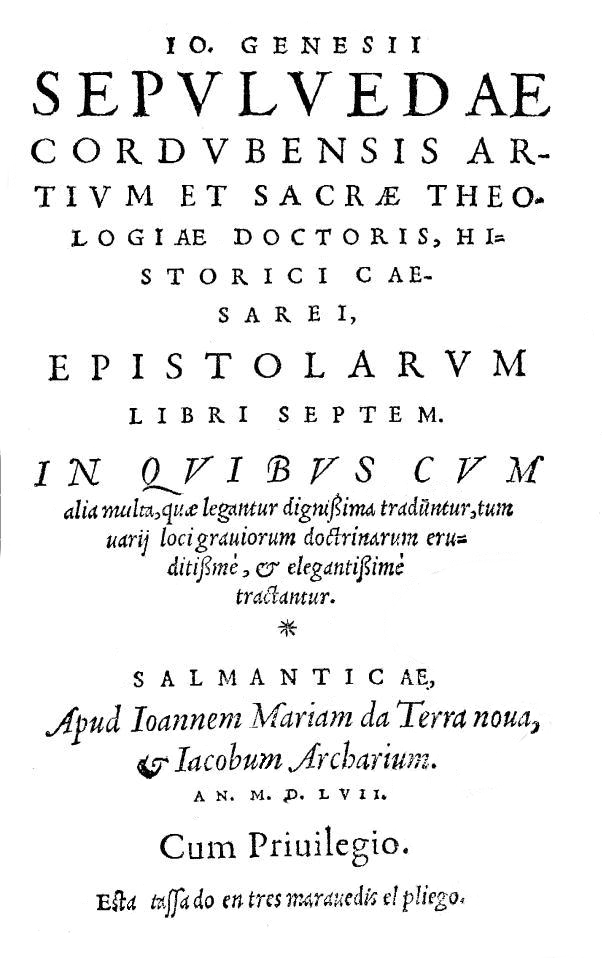
Epistolarum libri septem, 1557

- Bibsys: 90805406
- Biblioteca Nacional de España: XX1018020
- Bibliothèque nationale de France: cb12096955h (data)
- Catàleg d'autoritats de noms i títols de Catalunya: 981058512011806706
- CiNii: DA06395604
- Digitale Bibliotheek voor de Nederlandse Letteren: sepu002
- Gemeinsame Normdatei: 118796194
- International Standard Name Identifier: 0000 0001 0889 5337
- Library of Congress Control Number: n50009804
- Bibliotheek van het Japanse parlement: 00474851
- Nationale Bibliotheek van Tsjechië: jn20011024026
- Nationale bibliotheek van Australië: 35959243
- Nationale Bibliotheek van Israël: 987007301595405171
- Nationale Bibliotheek van Polen: a0000001188030
- Nederlandse Thesaurus van Auteursnamen: 068909799
- Réseau des bibliothèques de Suisse occidentale: 02-A000148005
- Istituto Centrale per il Catalogo Unico: RAVV083656
- LIBRIS: 91080
- SNAC: w65t8622
- Système universitaire de documentation: 02931755X
- Trove: 1163430
- Virtual International Authority File: 39405614
- WorldCat: E39PBJjXkQ83VM88kvVBdjXTpP